# Liste des parkways au Kentucky
Voici une liste des parkways au Kentucky. La plupart des parkways portent également une désignation cachée KY 9000.

## Liste des parkways du Kentucky
Le réseau des parkways du Kentucky est un réseau étatique d'autoroutes à accès limité financé et construit comme routes à péage. La loi de l'état requiert qu'une fois les coûts de construction rentabilisés, les péages doivent être retirés; toutes ces routes sont désormais sans péage. Le réseau est construit aux normes (ou près de celles-ci) des autoroutes inter-états. Elles donnent accès à des régions du Kentucky qui ne sont pas desservies par les autoroutes inter-états. Certaines parkways ont été ou seront renumérotées pour intégrer le réseau des autoroutes inter-états comme autoroutes principales ou auxiliaires.
| Parkway               | Longueur (mi) | Longueur (km) | Terminus sud / ouest                                              | Terminus nord / est                            | Créée | Notes                 |
| --------------------- | ------------- | ------------- | ----------------------------------------------------------------- | ---------------------------------------------- | ----- | --------------------- |
| Audubon Pkwy          | 23,40         | 37,70         | US 41 à Henderson                                                 | US 60 à Owensboro                              | 1970  | KY 9005; Future I-369 |
| Bluegrass Pkwy        | 71,10         | 114,40        | I-65 à Elizabethtown                                              | US 60 à Versailles                             | 1965  | KY 9002               |
| Cumberland Pkwy       | 92,30         | 148,50        | I-65 près de Park City                                            | US 27 à Somerset                               | 1972  | KY 9008; Future I-365 |
| Hal Rogers Pkwy       | 32,10         | 51,60         | US 27 / KY 80 près de Somerset                                    | US 25 / KY 80 à London                         | 2015  | KY 80                 |
| Hal Rogers Pkwy       | 59,00         | 95,10         | US 25 / KY 80 à London                                            | KY 15 / KY 80 à Hazard                         | 1971  | KY 9006               |
| Mountain Pkwy         | 43,10         | 69,40         | I-64 à Winchester                                                 | KY 15 Spur à Campton                           | 1963  | KY 9000               |
| Mountain Pkwy         | 32,50         | 52,30         | KY 15 Spur à Campton                                              | US 460 à Salyersville                          | 1963  | KY 9009               |
| Natcher Pkwy          | 2,10          | 3,30          | US 231 près de Bowling Green                                      | I-65 / I-165 à Bowling Green                   | 1972  | KY 9007               |
| Natcher Pkwy          | 70.2          | 113.0         | I-65 / I-165 à Bowling Green                                      | US 60 / US 231 à Owensboro                     | 1972  | I-165                 |
| Pennyrile Pkwy        | 34,30         | 55,20         | I-24 près de Hopkinsville                                         | I-69 / Future I-569 / Western Kentucky Parkway | 1976  | KY 9004; I-169        |
| Pennyrile Pkwy        | 71,30         | 114,8         | I-69 / Future I-569 / Western Kentucky Parkway                    | US 41 / US 60 près de Henderson                | 1976  | I-69                  |
| Purchase Pkwy         | 51,30         | 82,70         | US 51 / SR 215 / Future I-69 à la frontière du Tennessee à Fulton | US 62 / KY 1523 à Calvert City                 | 1966  | KY 9003; I-69         |
| Western Kentucky Pkwy | 38,50         | 61,90         | I-69 / I-169 à Nortonville                                        | I-165 à Beaver Dam                             | 1963  | KY 9001; Future I-569 |
| Western Kentucky Pkwy | 60,00         | 96,60         | I-165 à Beaver Dam                                                | US 31W / KY 61 près d'Elizabethtown            | 1963  |                       |
|                       |               |               |                                                                   |                                                |       |                       |